# 赤穂浪士 (1999年のテレビドラマ)
『赤穂浪士』（あこうろうし）は、1999年（平成11年）1月2日にテレビ東京系列「12時間超ワイドドラマ」枠で放送されたスペシャルドラマ。主演：松方弘樹。
「テレビ東京開局35周年記念番組」として放送された。原作は大佛次郎の同名小説。全六部。

## 概要
「12時間超ワイドドラマ」シリーズ第19作。同シリーズ2作目の「忠臣蔵」作品。
- 第一部 「元禄騒乱! 刃傷松の廊下」
- 第二部 「籠城か殉死か! 涙の連判状」
- 第三部 「仇討ちの盟約! 赤穂城明け渡し」
- 第四部 「運命の時・それぞれの別れ」
- 第五部 「吉良上杉の逆襲 決死の江戸入り」
- 第六部 「吉良邱討ち入り 本懐遂ぐ」

ドラマ本編時間は9時間を超える、約544分。
1964年版（NHK大河ドラマ）、1979年版に続く、原作3度目のテレビドラマ版。
1979年版は本作と同じ東映制作で、本作が20年ぶりのリメイクとなる。
東映が約10年ぶりに2年連続で同シリーズ制作を担当。前年作に引き続き、松方を主演に迎えている。
同シリーズでの東映制作は、本作で10作目となった。

## キャスト
- 大石内蔵助：松方弘樹
- 阿久利 (瑤泉院)：沢口靖子
- 浅野内匠頭：石黒賢
- 不破数右衛門：髙嶋政宏
- 堀田隼人：大鶴義丹
- 大石主税：横山裕（現：関ジャニ∞）
- 堀部安兵衛：山下真司
- 堀部弥兵衛：内藤武敏
- 大高源五：山田良隆
- 間瀬孫九郎：青井敏之
- 矢頭右衛門七：増島愛浩
- 矢頭長助：青木卓司
- 原惣右衛門：今福将雄
- 萱野三平：角田英介
- 岡野金右衛門：沢向要士
- 吉田忠左衛門：中丸忠雄
- 前原伊助：菅原加織
- 富森助右衛門：前田淳
- 片岡源五右衛門：大橋吾郎
- 赤埴源蔵：市川右近
- 神崎与五郎：石橋保
- 寺坂吉右衛門：田中隆三
- 大野九郎兵衛：山田吾一
- 小山田庄左衛門：松田洋治
- 高田郡兵衛：四方堂亘
- 藤井又右衛門：津村鷹志
- 橋本平左衛門：伊崎充則
- 安井彦右衛門：石山律雄
- 大石吉千代：石野理央
- 堀部ほり：岩本千春
- 徳川綱吉：石倉英彦
- 柳沢吉保：萩原流行
- 上杉綱憲：京本政樹
- 清水一学：舟木一夫
- 色部又四郎：堤大二郎
- 赤埴儀助：石立鉄男
- 土屋主税：田村亮
- 多門伝八郎：大出俊
- 梶川与惣兵衛：伊吹剛
- 庄田下総守：五十嵐義弘
- 土屋相模守：有川博
- 穂積幸：小田茜
- 穂積惣右衛門：前田吟
- 丸岡朴庵：鶴田忍
- 脇坂淡路守：伊吹吾郎
- 田村右京大夫：波多野博
- 小林平七：名高達男
- 蜘蛛の陣十郎：中村嘉葎雄
- おせん：古手川祐子
- おしの：小橋めぐみ
- 野崎左平次：清水綋治
- おとよ：白木万理
- 仙吉：うえだ峻
- 水野図書：亀石征一郎
- お柳：一色彩子
- お千賀：有沢妃呂子
- 軽：佐藤友紀
- 細井広沢：勝野洋
- 天野屋利兵衛：桂ざこば
- 辰五郎：愛川欽也
- 立花左近：津川雅彦
- 戸田局：朝丘雪路
- 四方庵宗徧：森繁久彌（特別出演）
- 大石無人：菅原文太（特別出演）
- りく：浅野ゆう子
- 吉良上野介：田村高廣
- 千坂兵部：里見浩太朗

## スタッフ
- 原作：大佛次郎『赤穂浪士』
- 脚本：高田宏治、藤井邦夫、ちゃき克彰
- 監督：原田雄一、上杉尚祺、牧口雄二、杉村六郎、吉川一義
- ナレーション：津嘉山正種
- 音楽：横山菁児
- 主題歌：宇崎竜童「Baby」
- プロデューサー：江津兵太、小川治（テレビ東京）、深沢道尚、橋本新一、亀岡正人、矢後義和（東映）
- 製作：テレビ東京、東映

## 本放送時背景
1981年開始、毎年1月2日放映の当シリーズは民放の正月大型時代劇番組の先駆的存在だが、87年正月以降は正月3が日に下記2作の恒例大型時代劇番組が放映されるようになった。

※TBS大型時代劇スペシャル 1987年開始・毎年1月1日本放送。

※テレビ朝日・新春時代劇スペシャル 1988年開始・毎年1月3日本放送。
当シリーズを含めて、88年以降は正月3が日に上記の通り棲み分ける形が定着していたが、やがて社会情勢・視聴層の変化などから視聴率が右肩下がりとなり、TBSは97年作品、テレビ朝日は98年作品をそれぞれ最後に、上記正月時代劇スペシャルの放映から相次いで撤退したため、99年の本作以降、当シリーズと後身シリーズ「新春ワイド時代劇」が民放の正月大型時代劇番組として長く孤軍奮闘する形となった。

## 放送後
※後身シリーズ「新春ワイド時代劇」も含め、東映制作の「忠臣蔵」作品は一連のシリーズ中、本作が唯一となった。
※本作が東映制作の「12時間超ワイドドラマ」シリーズ最後の作品となっている。
※東映が本作以降後身シリーズ（2001年作品から衣替え）の制作に関わるのは、番組名が「新春ワイド時代劇」となっていた2008年作品『徳川風雲録 八代将軍吉宗』となり、10年近く間隔が空くことになった。